# Țendiin Damdinsurăn
Hataghin Țendiin Damdinsurăn (în mongolă: Хатагин Цэндийн Дамдинсүрэн) (n. 1908 - d. 1986) a fost un lingvist și scriitor mongol.